# Градич, Степан
Степан Градич или Стефано Гради (хорв. Stjepan Gradić, итал. Stefano Gradi, 6 марта 1613, Дубровник – 2 мая 1683, Рим) – хорватский дипломат, учёный, мыслитель, латинский поэт. Член ордена иезуитов.

## Биография
Из знатного рагузского рода. По приказу своего дяди по материнской линии, генерального викария Рагузы Пьетро Бенессы был отправлен в Рим на семь лет изучать философию и теологию, а также исполнять дипломатические поручения Рагузской республики в Ватикане, где и остался на долгие годы. Был личным секретарем кардиналов Мегалотти и Франческо Барберини, а позднее – пап Урбана VIII и Александра VII.  Член Римской и Падуанской научных академий. В 1679 избран в Сенат Рагузской республики. В 1682 возглавил Ватиканскую библиотеку, где с 1661 служил хранителем.

## Научные и литературные труды
В Риме сотрудничал с далматинским историком Иоганном Луцием (Иваном Лучичем), переводил латинских авторов, написал на латыни биографию своего дяди Джунье Палмотича (1670). Помимо философии, в которой принадлежал к аристотелианцам и развивал идеи схоластиков («Основы перипатетической философии»), занимался математикой, физикой, астрономией. Был близок к королеве Швеции Кристине, обсуждал с ней научные и философские темы. Переписывался с крупнейшими учеными и мыслителями тогдашней Европы. В латинской поэме описал землетрясение в Дубровнике (1667), деятельно участвовал в восстановлении разрушенного города, привлек к этому многих европейских ученых и политиков.